# Nederlands Antilliaanse Voetbal Unie
Die Nederlands Antilliaanse Voetbal Unie, abgekürzt NAVU, war der Fußballverband der Niederländischen Antillen, die von 3. September 1948 bis 10. Oktober 2010 ein Überseegebiet der Niederlande waren. Die Zuständigkeit des Verbandes umfasste die ABC-Inseln Curaçao, Bonaire und bis 1986 auch Aruba. Seinen Sitz hatte der Verband in Willemstad, der Hauptstadt von Curaçao. Im gleichen Gebäude befindet sich heute mit der Federashon Futbòl Kòrsou einer der Nachfolgeverbände.

## Geschichte
Die NAVU wurde am 5. September 1958 durch einen Zusammenschluss des Arubaanse Voetbal Bond (AVB) und des Curaçaose Voetbal Bond (CVB) gegründet. Noch im gleichen Jahr der Verbandsgründung trat er der FIFA bei und war am 18. September 1961 eines der Gründungsmitglieder der CONCACAF. Zur FIFA kam der Verband vor allem aufgrund der bereits bestehenden Mitgliedschaft des Curaçaose Voetbal Bond. Am 4. August 1963 wurde zusätzlich noch der Bonaire Voetbal Bond in die NAVU aufgenommen. Die beiden Verbände der Inseln über dem Winde von St. Martin und Sint Eustatius schlossen sich nie der NAVU an; ebenso wenig die Insel Saba, auf der jedoch auch kein organisierter Fußball ausgetragen wurde. Im Jahre 1986 splittete sich der Arubaanse Voetbal Bond von der NAVU ab und wurde ein eigenständiges Mitglied der CONCACAF und zwei Jahre später ein ebenso eigenständiges Mitglied der FIFA. Nach der Auflösung der Niederländischen Antillen am 10. Oktober 2010 löste sich im Februar 2011 auch die Nederlands Antilliaanse Voetbal Unie auf. Der ehemalige Curaçaose Voetbal Bond wurde zur Federashon Futbòl Kòrsou (FFK) und Bonaire erhielt mit der Federashon Futbòl Boneriano einen eigenen Fußballverband, der im Jahre 2013 eigenständiges assoziiertes Mitglied des Kontinentalverbandes CONCACAF wurde.